# Novobátzky Károly
Novobátzky Károly (Temesvár, 1884. március 3. – Budapest, 1967. december 20.) fizikus, egyetemi tanár, a Magyar Tudományos Akadémia tagja (levelező: 1947, rendes: 1949), Kossuth-díjas (1949, 1953).

## Élete
Középiskoláit szülővárosában járta ki. Egyetemi tanulmányait a Budapesti Tudományegyetemen végezte matematika–fizika szakon, ahol 1906-ban szerzett diplomát. Az Eötvös-kollégium lakója volt. Tanárai voltak többek között Eötvös Loránd, Kőnig Gyula és Beke Manó.
Az egyetem elvégzése után vidéken volt középiskolai tanár. Az első világháborúban tüzértiszt volt. 1919–1945 között a fővárosi Kölcsey Ferenc Gimnáziumban tanított. A második világháború után a Pázmány Péter (1950-től Eötvös Loránd) Tudományegyetem Elméleti Fizikai Intézetének vezetője lett, és itt dolgozott haláláig. Az MTA elnökségi tagja volt 1949–1958 között, alelnöke pedig 1958–1967 között. 1966-tól az MSZMP Központi Bizottságának tagja volt.

## Munkái
Tudományos munkásságát középiskolai tanárként kezdte. Munkásságának középpontjában a relativitáselmélet és az elektromágneses tér állt. Az elektromágneses értelmezés alapján a fényelhajlás Kirchhoff-elméletét fejlesztette tovább.

Nevéhez fűződik a Novobátzky-effektus feltételezése is, de ennek létezése a mai napig megosztja a fizikus társaságokat.
A Higgs-mechanizmus alapjelenségének felfedezése a nevéhez fűződik. A vasfüggöny miatt ez külföldön nem általános ismert tény.

## Emlékezete
Tiszteletére megalapították a Novobátzky Károly-díjat, amelyet 1969 óta azok kapnak, akik az elméleti fizika területén jelentős eredményeket értek el.

## Művei
- A relativitás elmélete (Budapest, 1947)
- Termodinamika (Budapest, 1951)
- A fizikai megismerés úttörői (Budapest, 1959)
- Elektrodinamika és optika (Neugebauer Tiborral, Budapest, 1951, 1961; németül, Berlin, 1962)